# Họ Hông
Họ Hông, tên khoa học Paulowniceae, là một họ thực vật có hoa thuộc Bộ Hoa môi (Lamiales).

## Danh sách các chi
Theo phân loại của NCBI cập nhật ngày 7 tháng 7 năm 2010, thì họ này đơn chi Paulownia.
Theo Danh sách các loài thực vật cập nhật tháng 8 năm 2013, họ này gồm có 3 chi con:
- Brandisia
- Paulownia
- Wightia

## Hình ảnh

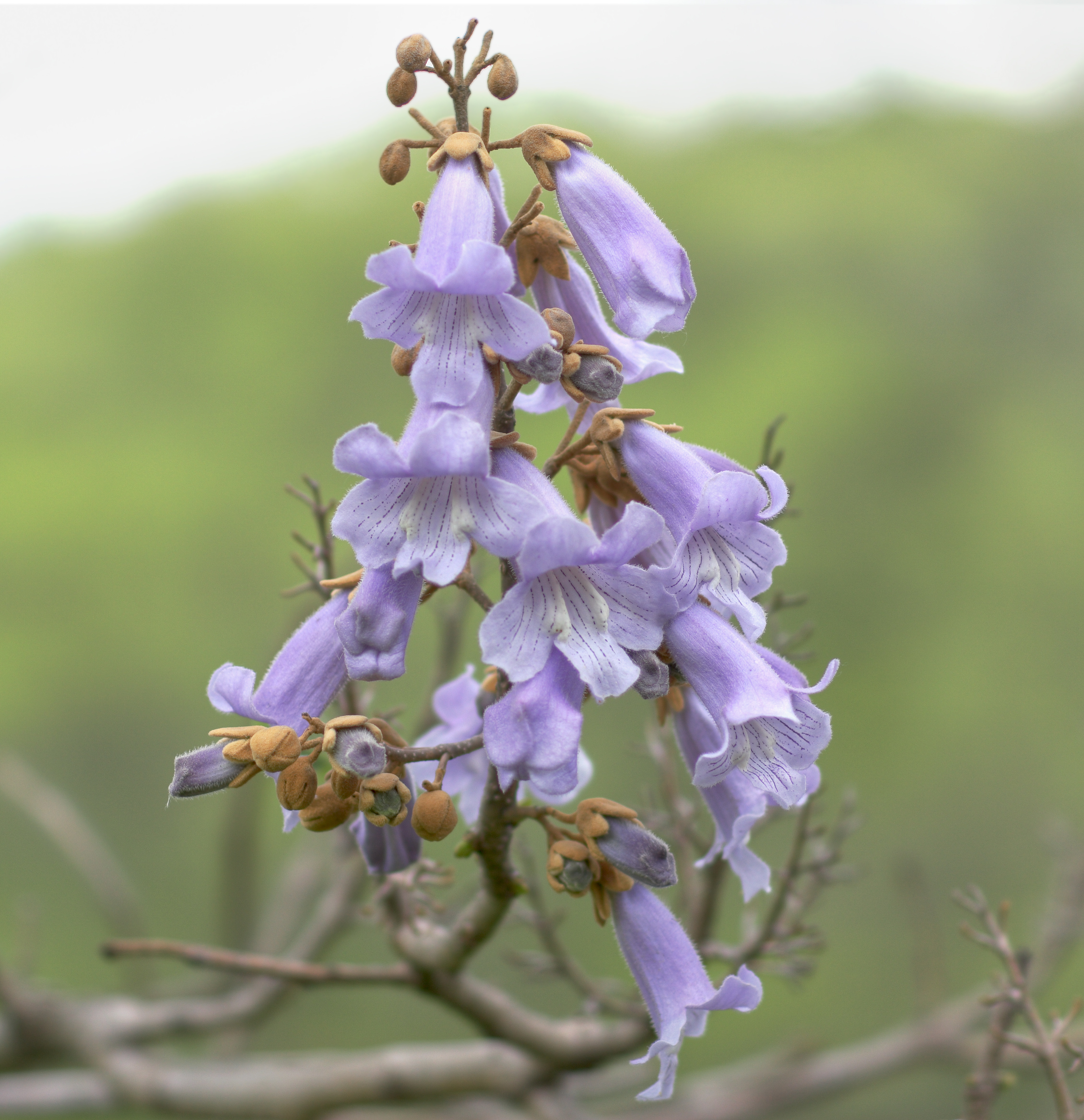
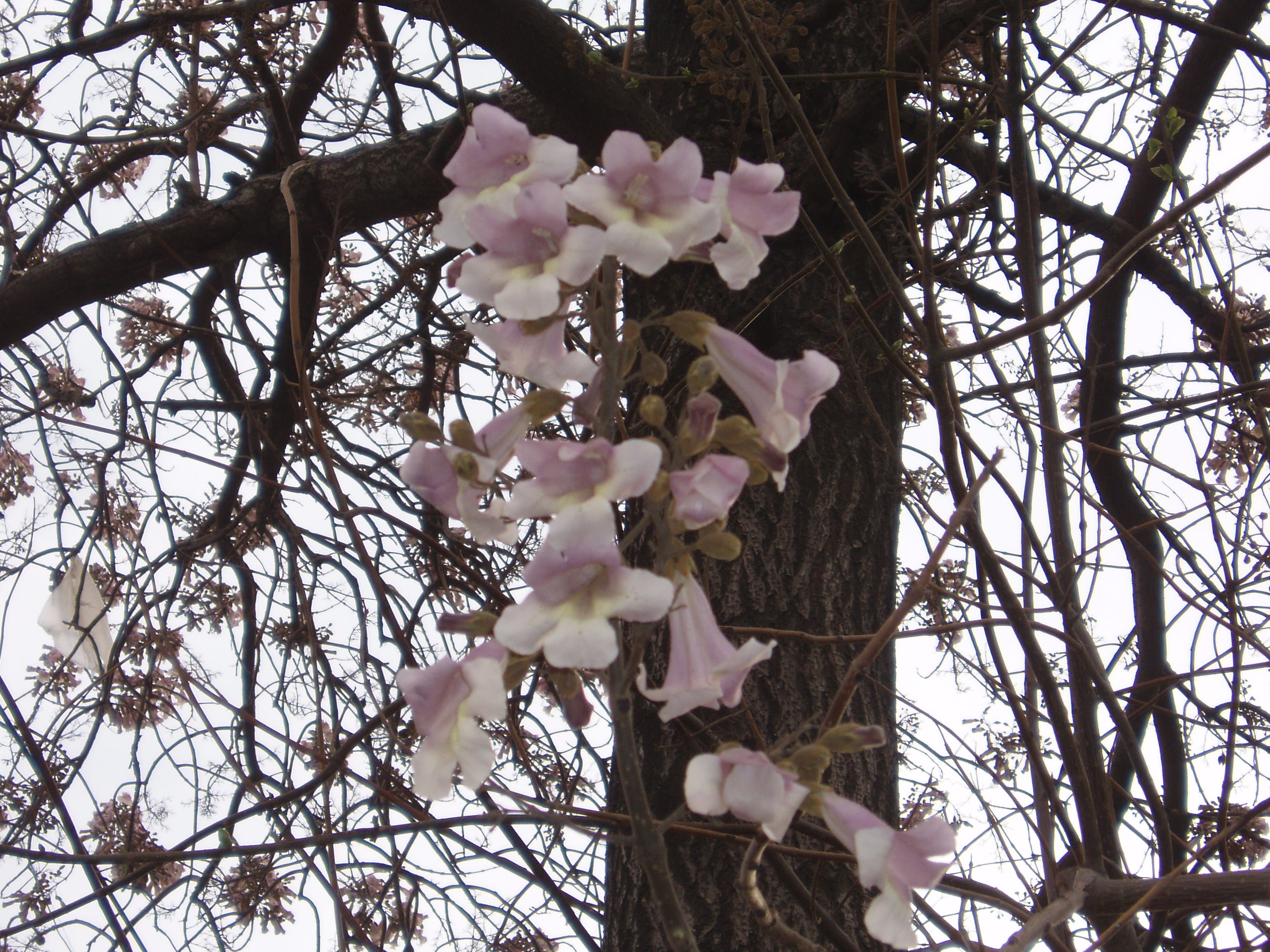
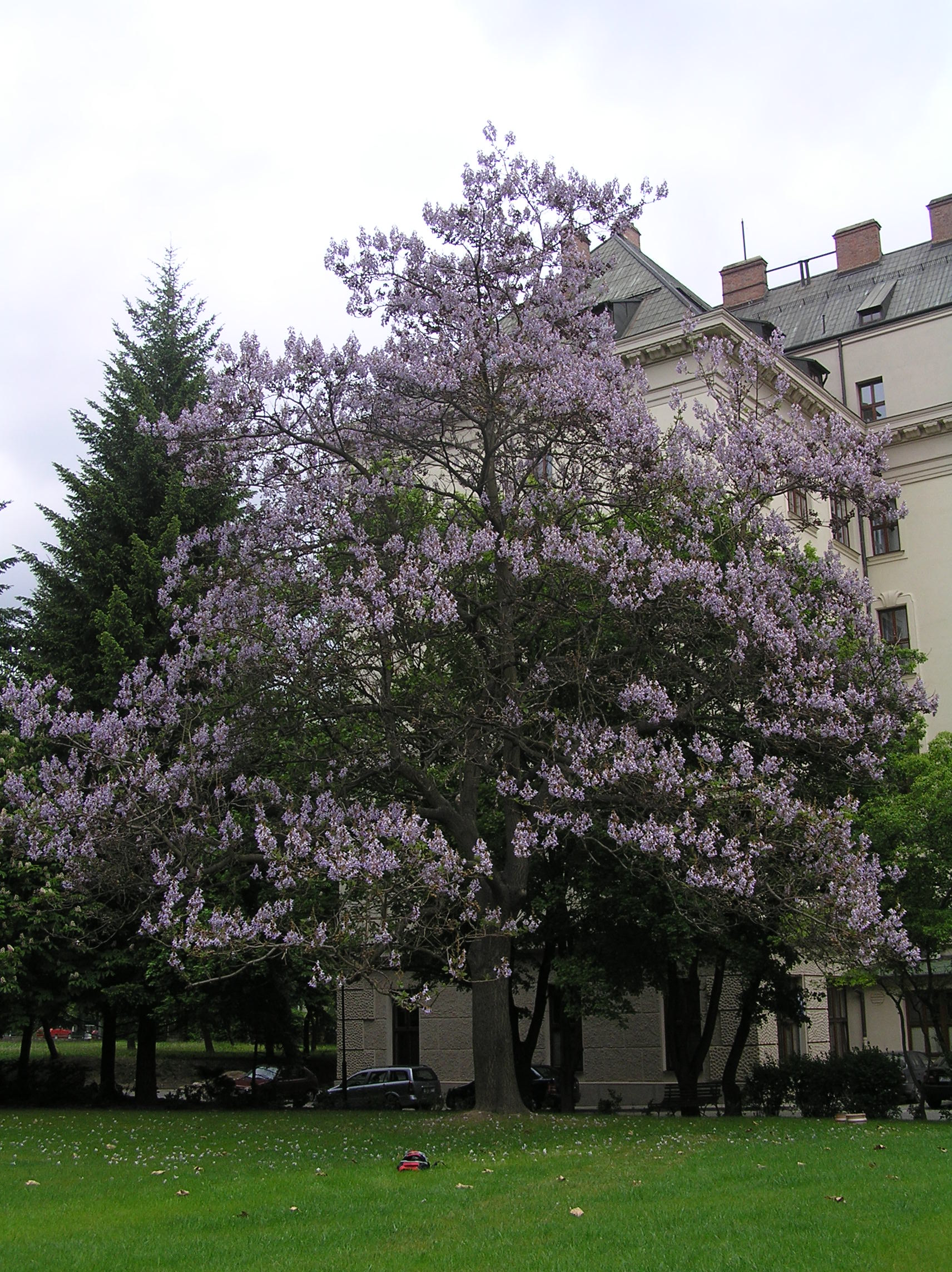
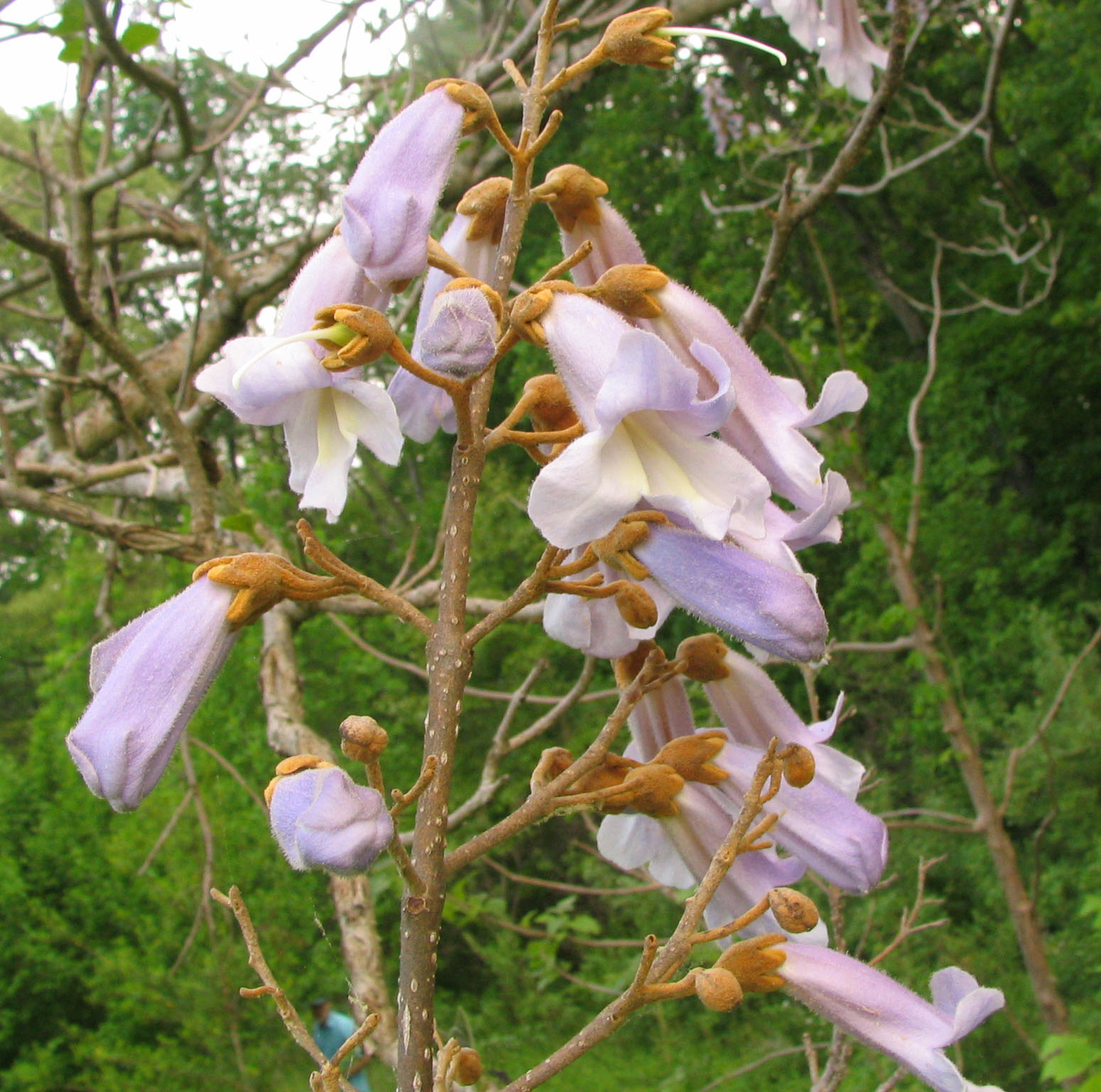